# قصر أوروبا
قصر أوروبا (بالفرنسية: Palais de l'Europe)‏ مبنى يقع في ستراسبورغ بفرنسا، كان بمثابة مقر مجلس أوروبا منذ عام 1977 عندما حل محل «بيت أوروبا». بين عامي 1977 و1999 كان أيضًا مقر ستراسبورغ في البرلمان الأوروبي.